# أمن دولة (فلم)
أمن دولة فيلم مصري من إنتاج عام 1999.

## قصة الفيلم
تقوم (سميحة) بعملية خطيرة في (سويسرا) بإيعاز من المخابرات المصرية ، وفي نفس الوقت تعمل لحساب الموساد ، فهي عميل مزدوج لـ(مصر ، وإسرائيل) . العملية كانت أن تحل محل زوجة رئيس العصابة ؛ نظرا للشبه الشديد بينهما . تدور الأحداث في إطار مشوق في عالم المخابرات والجاسوسية والإرهاب الدولي في (مصر ، وسويسرا ، وأفغانستان) .

## بطولة
- نادية الجندي : سميحة عبد المعطي/سعاد.
- محمود حميدة : كمال.
- محمد مختار : محيي الدين أبو الوفا.
- ياسر جلال : مراد عزمي.
- علي حسنين : الشيخ وهبة.
- خليل مرسي : عبد العزيز.
- يوسف فوزي : عبد المجيد.
- أحمد دياب : فريد الفيومي.